# Връзки с обществеността
PR пренасочва насам.  За други значения вижте PR (пояснение).
Връзки с обществеността, също Пъблик рилейшънс, съкратено ПР и разговорно пиар (от английски: Public Relations, съкр. PR) е дейност по управление на информацията, свързана с публичния имидж на известни, публични личности, организации и програми.
Това е дейност, която създава взаимоизгодни взаимоотношения между дадена организация и нейните потребители, от които взаимоотношения зависи нейният успех или провал.
Съществуват множество различни и взаимно допълващи се схващания и определения за връзките с обществеността. Много популярна е дефиницията, предложена от Фондацията за PR изследвания и образование, формулирана след анализ на 472 определения:
| „ | Пъблик рилейшънс е отличителна управленска функция, която помага за установяване и поддържане на двустепенна комуникация, разбирателство, одобрение и сътрудничество между една организация и нейните потребители. Включва управление на проблемите и на резултатите; помага на мениджмънта да бъде непрекъснато информиран и отзивчив към общественото мнение; определя и набляга на управленската отговорност за обслужване на обществените интереси; помага на управлението да е винаги наясно със ситуацията и ефективно да използва промените, за да служи като една ранна предупредителна система. Необходимо е да се предвиждат тенденциите, да се използват изследвания и етични комуникационни техники като принципни инструменти. | “ |

Дейностите по PR включват говорене на конференции, работа с медиите, кризисни комуникации, социални медии, както и комуникации с работещите в дадена организация. Но за разлика от рекламата, при която има еднопосочна комуникация, при пиара целта е да има взаимодействие между организацията и публиките, вследствие на което и двете страни да се променят към по-добро.
За родина на връзките с обществеността се смята САЩ. Едни от по-известните личности в историята на областта са Едуард Бернайс, Айви Лий, Финиъс Барнъм, Артър Пейдж и други.

## Аспекти на ПР
Съвременното значение и практиката на пъблик рилейшънс включват всяка от изброените дейности и аспекти.
1. вътрешни взаимоотношения
2. публичност
3. реклама
4. пресагентство
5. пъблик афеърс
6. лобизъм

### Вътрешни взаимоотношения
Служителите на всяка една организация все повече се определят от техните мениджъри като най-важната публика или най-важния актив на организацията. Преди да се създадат отношения с партньори, инвеститори и други външни за организацията публики, трябва да се обърне внимание на изграждането на добри служебни взаимоотношения с вътрешната публика – служителите.
Специалистите, които се занимават с това работят в отдели „комуникации със служителите“, „взаимоотношения със служители“ или „вътрешни взаимоотношения“. Тяхната задача е да планират и реализират програми за вътрешни комуникации с цел да информират и мотивират служителите си. Специалистите от този отдел работят в тясно сътрудничество с отдела по човешки ресурси, за да могат по-лесно да се обяснят предлаганите услуги за служителите като обучения, бонуси, безопасност и сигурност и всичко, което е от значение за по-добрата работа на служителите на една организация. Специалистите по вътрешни взаимоотношения работят също така и с правния отдел за всички въпроси, свързани с договорните взаимоотношения, и си сътрудничат с отдел „външни комуникации“, за да може компанията или организацията да говори на своите външни публики с един глас.

### Публичност
В началото на развитието си пъблик рилейшънс се е бъркал с публичност. По-точната трактовка е, че ПР е умението да се създава публичност.
По-голяма част от информацията, намираща място в медиите, идва от ПР източници. Те от своя страна разпространяват, това което смятат за стойностна новина и очакват редакторите да използват информацията, ако тя представлява интерес за тяхната аудитория. В представата на тази аудитория, медията е източникът на информация. За да се създаде публичност, източникът трябва да знае какво ще привлече вниманието на медиите, да напише новинарски лийд и да подготви допълнителна информация.
Друг метод за постигане на публичност е създаване на събития, които да привлекат медиен интерес: прерязвания на ленти, церемонии за първа копка, годишнини, събрания, организирани протести, пресконференции и други. Успешните публични събития имат очевидна новинарска стойност и спечелват „гейткипърите“ в медиите.
Друга вариация на модела публичност в практиката на ПР е когато висши мениджъри или клиенти наемат ПР специалисти, за да осигурят медийно покритие с цел представяне на тяхната организация в благоприятна светлина.

### Реклама
Рекламата и публичността не са форма на директна комуникация, с разликата, че рекламата дава на източника на рекламното послание контрол върху процеса на огласяване. Рекламата е част от комуникационната политика в маркетинговия микс на организацията и е свързана с продажба на стоки и услуги, но на практика рекламата не се ограничава само до това. ПР използва реклама, за да достигне до различни целеви групи в маркетинга. Организациите използват рекламата за нуждите на ПР, когато искат да изкажат критиката си и да имат контрол върху казаното, когато не са доволни от това, което медията говори за тях, когато информацията е изкривена или не е отразена съвсем точно (дезинформация), когато публиките са апатично настроени или за присъединяване на дадена кауза и закупуване на даден продукт. Организациите прибягват до реклама, когато искат да имат контрол върху съдържанието, мястото и честотата на ПР съобщенията в медиите.

### Пресагентство
Целта на пресагентите е по-скоро да привличат вниманието на обществеността, отколкото да изградят разбиране. Стратегията им е постигане на публичност. Пресагентството е добре познато и практикувано в звукозаписната индустрия, филмовата индустрия, спорта, туризма, театъра и други. То играе важна роля и в подготвянето на политически кампании, за да направи имената на кандидатите популярни и за да се привлече публиката чрез силата на медиите. На пръв поглед това с което се занимават пресагентите наподобява работата на ПР практиците, но всъщност между двете дейности има съществена разлика.

### Пъблик афеърс
Пъблик афеърс е частта от ПР, която се занимава с публичната политика и публиките като оказва въздействие върху сформирането ѝ. Под пъблик афеърс често се разбира онази част от ПР, заета с публичната политика и гражданската позиция на една корпорация. Специалистите по пъблик афеърс в тези корпорации са свързващото звено с правителството, политическата активност, избирателна активност и местни благотворителни организации.

### Лобизъм
Лобизмът е един по-тясно специализиран и критикуван аспект на пъблик афеърс, който се опитва да влияе върху законодателната и изпълнителната власт. Въпреки злоупотребите, които се случват във властта, лобизмът си остава един законен начин за граждани, асоциации, профсъюзи, и други групи със специални интереси да влияят върху вземането на решения от страна на правителството. За процеса на лобиране се разчита на делегирани авторитети като адвокати или професионални лобисти като най-често това са бивши законодатели или политици, които имат добри взаимоотношения със съответните структури. В практиката лобирането следва да е координирано с другите ПР усилия, насочени към неправителствените организации. Тези сложни комуникации имат за цел да мобилизират едномишлениците сред различните публики.

## ПР в България
В България професията започва да се появява по-сериозно в средата на 1990-те години, когато Нов български университет и Софийски университет започват първите си образователни програми по „Връзки с обществеността“, например тези на департамент „Масови комуникации“ на НБУ. Появяват се и първите агенции, а професията се възприема повече като пресагентство, отколкото като изграждане на взаимоотношения между организацията и публиките ѝ. През 1996 година се създава и първата браншова организация на име Българско дружество за връзки с обществеността. По-късно през годините се създават и още няколко браншови организации като „Българска асоциация на ПР агенциите“, ИПРА – България и други.
Често професията на ПР специалиста се бърка с тази на рекламиста. Смята се, че и публикациите в пресата се смятат за сигурен начин да се отразят ефектите от една ПР кампания. В действителност обаче проучването е онова, което може да определи дали дадена кампания е имала успех или не.